# برایان پوسن
برایان پوسن (انگلیسی: Brian Posehn؛ زادهٔ ۶ ژوئیهٔ ۱۹۶۶) یک صداپیشه، نویسنده، هنرپیشه و موسیقی‌دان اهل ایالات متحده آمریکا است.
از فیلم‌ها یا برنامه‌های تلویزیونی که وی در آن نقش داشته است می‌توان به تئوری بیگ بنگ، چهار شگفت‌انگیز: قیام موج‌سوار نقره‌ای، سکس درایو، خواننده عروسی، خواهری پسران و مطرودین شیطان اشاره کرد.